# Astacilla estherae
Astacilla estherae is een pissebed uit de familie Arcturidae. De wetenschappelijke naam van de soort is voor het eerst geldig gepubliceerd in 2002 door Rodríguez-Sánchez & Junoy.